# Sisian
Sisián (armenio: Սիսիան) es una comunidad urbana de Armenia perteneciente a la provincia de Syunik'.
En 2011 tiene 14 894 habitantes.
Se cree que Sisián podría ser junto con Ereván la ciudad más antigua del país, pues existen documentos que mencionan su existencia ya en el siglo VIII antes de Cristo, aunque se han hallado en el área restos arqueológicos aún más antiguos como los petroglifos de Ughtasar y Zorats Karer. Entre los siglos IV y X, los gobernantes y líderes religiosos de Syunik establecieron su sede administrativa en la vecina localidad de Shaghat. Entre los siglos XVI y XIX, Sisián fue conocida como "Gharakilisa", que significa "iglesia negra". En 2004 se abrió aquí un campus de la Universidad Nacional Agraria de Armenia.
Se ubica en el norte de la provincia, unos 15 km al este de la frontera con Najicheván.